# 康納·加拉格爾
康納·約翰·加拉格爾（英語：Conor John Gallagher；2000年2月6日—），英格蘭足球運動員，现效力于西甲俱樂部马德里竞技。並代表英格蘭足球代表隊參加國際比賽，司職中場。

## 俱樂部生涯
作為一名發展中心的畢業生，他從6歲開始便隨同切尔西訓練。
作為青訓球員的第一個賽季，他出場31次，其中包括在英格蘭足總青年盃中兩次替補登場，2017年3月，他完成發展球隊首秀。他為U-18隊攻入五球，其中包括對陣雷丁的爭冠關鍵中的進球。
2017/18賽季，在青年隊繼續有出色的發揮，幫助球隊完成在球隊再次奪得英格蘭足總青年盃上參加每場比賽。
2018年10月，加拉格爾與俱樂部續約，將效力至2021年夏天。
2019/20賽季，加拉格爾被借至英冠賽場，他在上下半季分別被借至查尔顿竞技和斯旺西效力，在兩支球隊中，他共上陣47場並交出6個進球11次助攻。
2020/21賽季，他在外借西布朗亦受到兩任主帥的重用，不論是還是，都給予他相當多的上陣機會。在英超的首個賽季，他以中場中的身份在保級球隊中取得兩個進球兩次助攻。
2021/22賽季，加拉格爾被借至水晶宫。
2022/23賽季，加拉格爾回歸切尔西。2022年8月6日，他在英超客場1-0戰勝埃弗頓的比賽中以替補身份上演處子秀。在切尔西一队的首个赛季结束时，他出场45次，打进3球。

## 國家隊生涯
2021年11月15日，加拉格爾在對陣聖馬力諾的2022年世界盃外圍賽中代表英格蘭足球代表隊首秀。
2022年，加拉格尔入选英格蘭足球代表隊并随队出征2022年卡塔尔世界杯。
2024年，加拉格尔随英格蘭足球代表隊出征2024年德国欧洲杯。

## 榮譽

### 球會
切尔西
- 歐霸盃冠軍：2018–19

### 個人
- 切爾西學院年度最佳球員： 2018–19[6]

## 外部連結
- Soccerway資料庫：康納·加拉格爾